# Khaẕrīāt
Khaẕrīāt (persiska: Khazrīyeh, خضریات) är en ort i Iran.   Den ligger i provinsen Khuzestan, i den västra delen av landet, 600 km söder om huvudstaden Teheran. Khaẕrīāt ligger 9 meter över havet och antalet invånare är 312.
Terrängen runt Khaẕrīāt är mycket platt. Runt Khaẕrīāt är det ganska tätbefolkat, med 108 invånare per kvadratkilometer. Närmaste större samhälle är Qajarīyeh-ye Yek, 18,0 km nordväst om Khaẕrīāt. Trakten runt Khaẕrīāt består till största delen av jordbruksmark.